# Is Anyone Up?
Uzasadnienie:  zbyt mało treści, do tego wystarczy wzmianka w biogramie o Hunterze Moore
Is Anyone Up? – strona internetowa z treściami pornograficznymi, na której użytkownicy mogli umieszczać nagie zdjęcia i filmy osób. Publikowane były często wbrew ich woli. Założona w 2010 przez Huntera Moore'a. W 2012 została zamknięta i kupiona przez Jamesa McGibneya.